# Евсеенков, Александр Анатольевич
Александр Анатольевич Евсеенков (2 октября 1985, Малаховка, Московская область) — российский хоккеист, защитник. Воспитанник московского ЦСКА.

## Карьера
Воспитанник московского хоккея (ЦСКА).
C сезона 2001/2002 по сезон 2003/2004 выступал за хоккейный клуб «ЦСКА-2» (Москва). За 3 сезона провёл 119 игр, в которых забросил 5 шайб, набрал 35 очков и заработал 121 минуту штрафа.
Сезон 2004/2005 выступал за хоккейный клуб «Велком» (Москва).
C сезона 2005/2006 по сезон 2008/2009 выступал за хоккейный клуб «Дмитров» (Дмитров). За 5 сезонов провёл 260 игр, в которых забросил 21 шайбу, набрал 92 очка и заработал 158 минут штрафа.
Сезон 2009/2010 выступал за хоккейный клуб «Торос» (Нефтекамск). За 1 сезон провёл 63 игры, в которых забросил 8 шайб, набрал 34 очка и заработал 28 минут штрафа.
В 2010 году перешёл в КХЛ, в хоккейный клуб «Торпедо» (Нижний Новгород).
Имеет опыт выступлений за команды континентальной хоккейной лиги, такие как: «Торпедо (Нижний Новгород)», «Северсталь (Череповец)», «Нефтехимик (Нижнекамск)», «Витязь (Подольск)», «Куньлунь Ред Стар (Пекин)».